# Adoretus timidus
Adoretus timidus är en skalbaggsart som beskrevs av Eugène Benderitter 1930. 
Adoretus timidus ingår i släktet Adoretus och familjen Rutelidae. Inga underarter finns listade i Catalogue of Life.